# Kathedraal van Metz
De Kathedraal Saint-Étienne van Metz (Frans: Cathédrale Saint-Étienne de Metz) (Duits: Stephansdom von Metz) in Metz is de kathedraal van het bisdom Metz.

## Geschiedenis

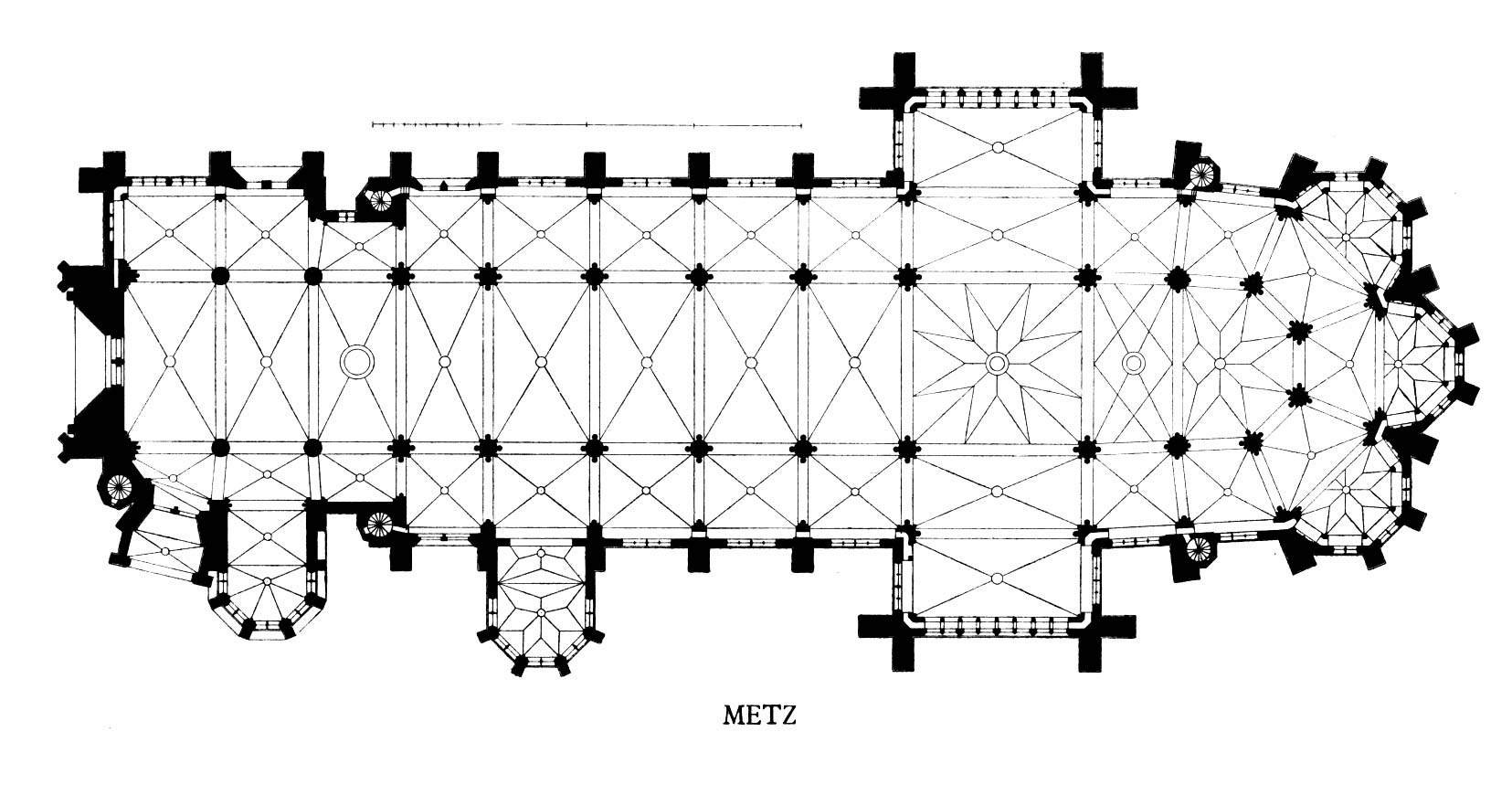
Plattegrond van de kathedraal
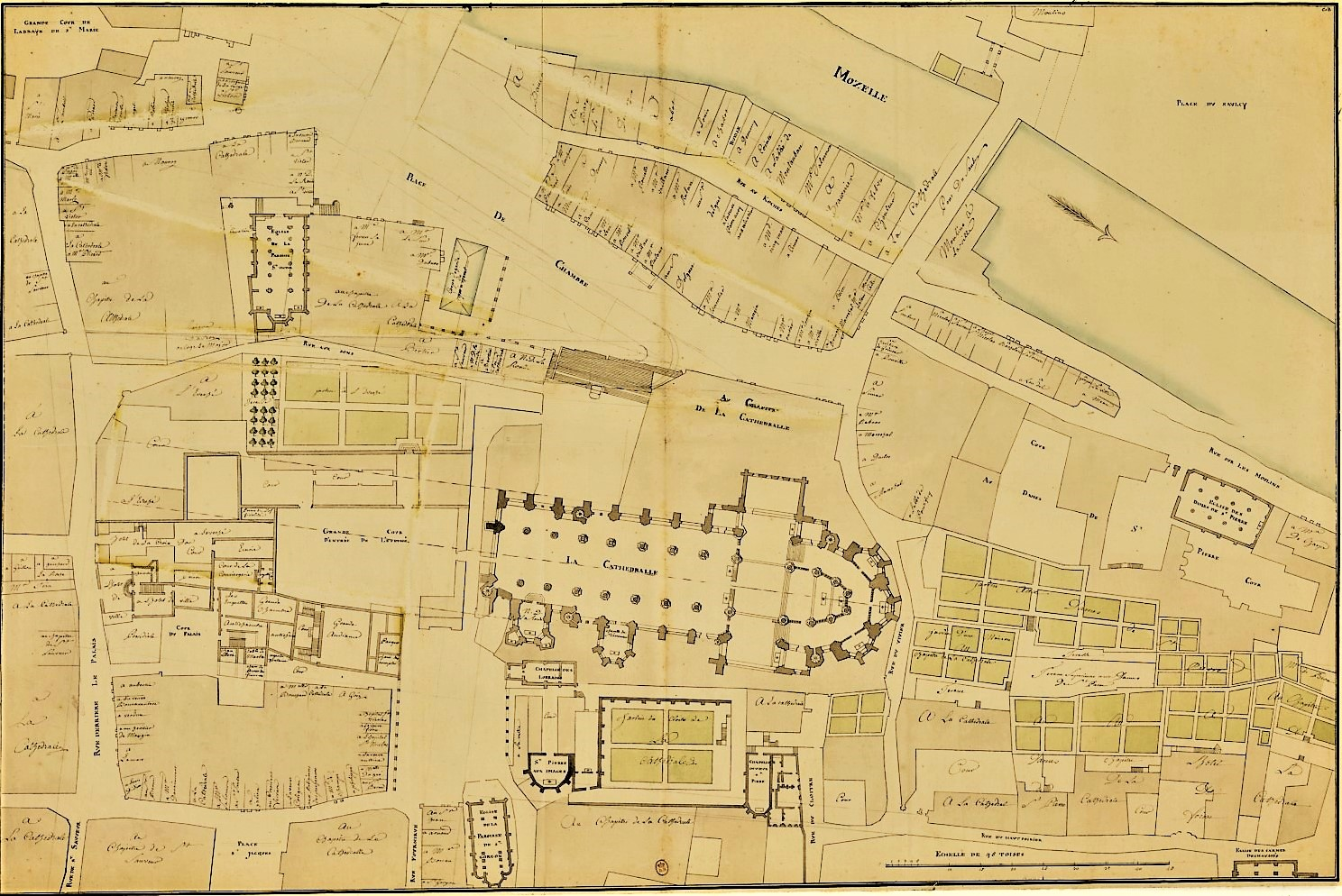
Kaart van de kathedraal en de omliggende straten, 17e eeuw
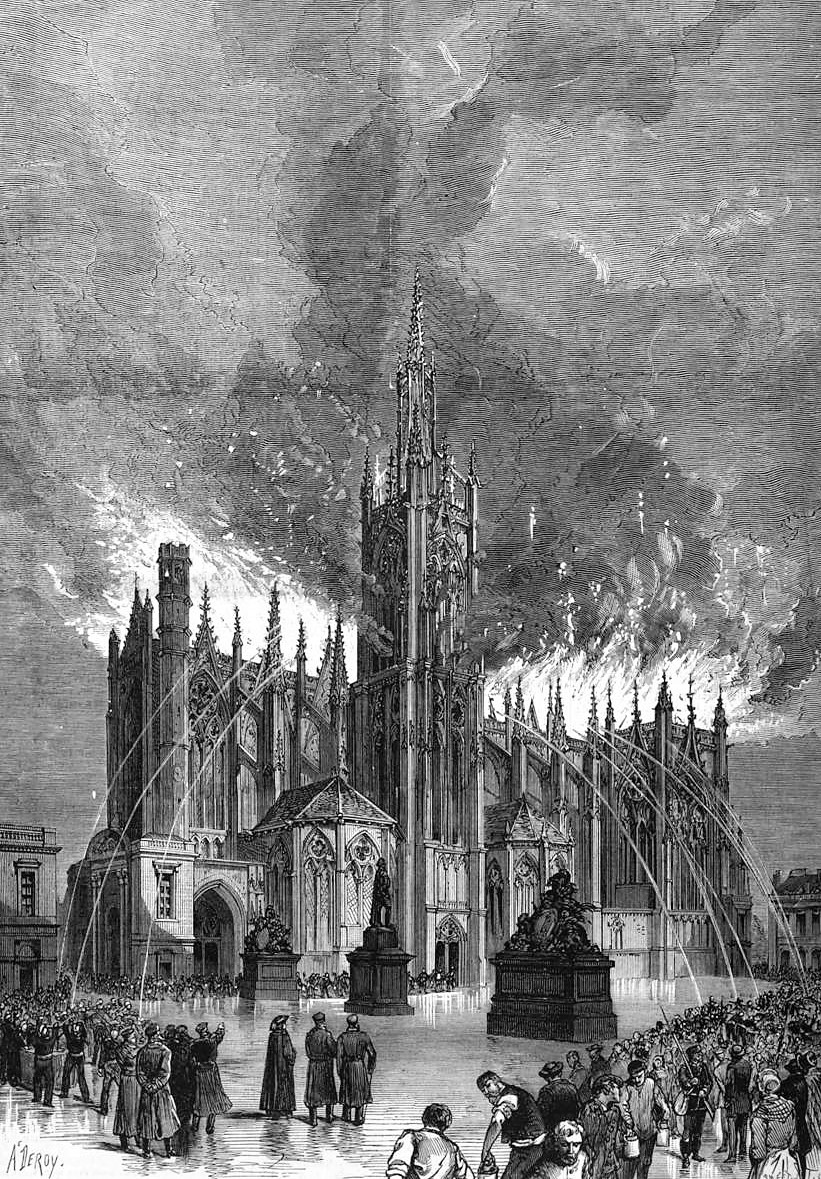
De brand in de kathedraal op 7 mei 1877
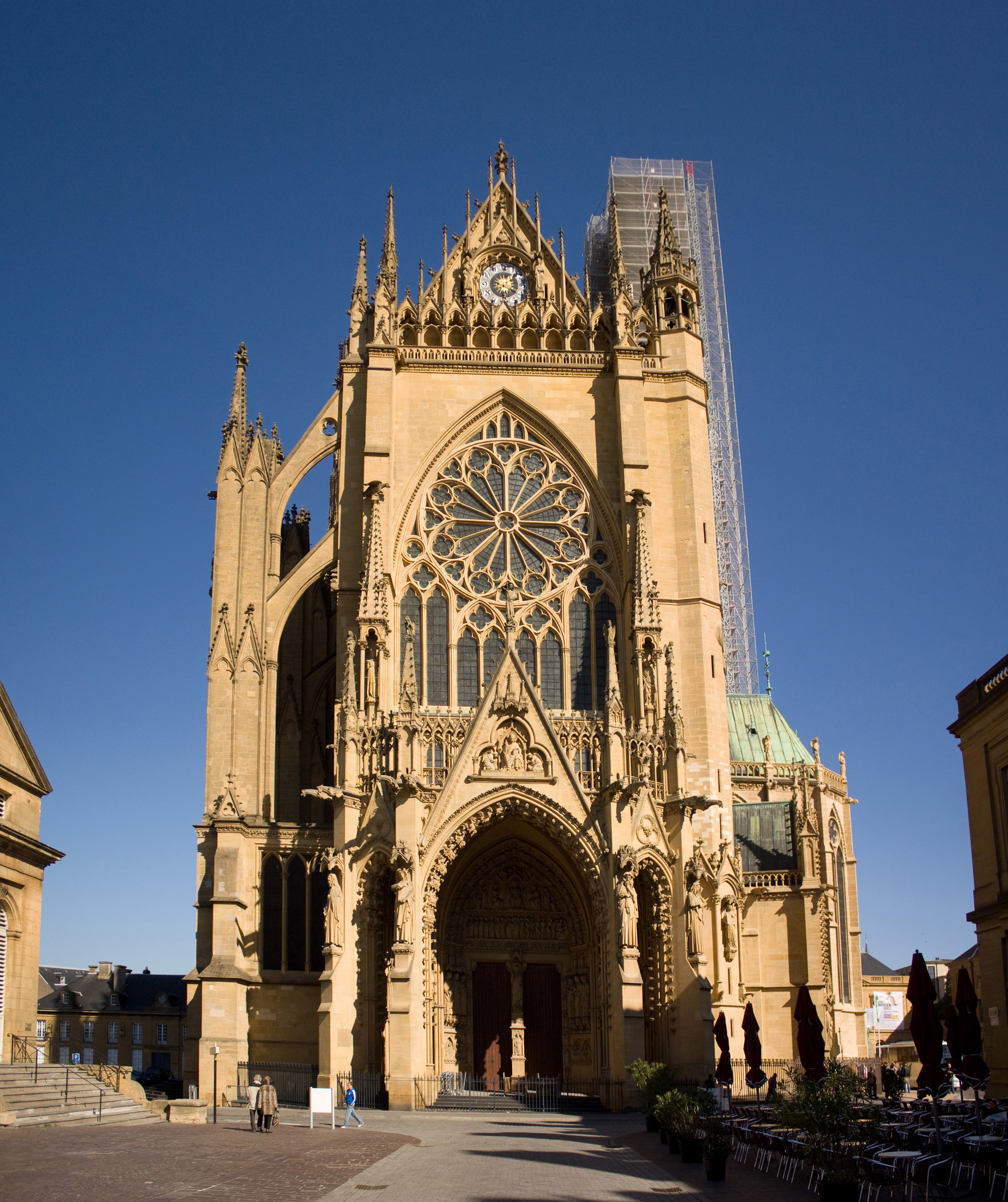
Neogotisch hoofdportaal (1897-1903) van de kathedraal, ontwerp Paul Tornow

In de middeleeuwen vormde Metz en omgeving het kleine prinsbisdom Metz.
De kathedraal werd in de 14e eeuw gevormd door twee kerken samen te voegen: het schip van de Saint-Étienne (13e eeuw) werd verbonden met de noordzijde van een oudere romaanse kerk. De bouw van eerstgenoemde Sint-Stefanuskerk was begonnen in 1014. De inwijding vond plaats in 1040. Er direct naast werd in 1186 een tweede kerk gebouwd, met een achthoekige vorm, die de naam Notre-Dame-de-la-Ronde kreeg. In 1220 werd de eerste steen gelegd voor de huidige kathedraal, die gebouwd werd in plaats van deze twee oudere kerkgebouwen.
In de 15e eeuw werden een transept en een koor toegevoegd.
Op zondag 8 mei 1877 bezocht keizer Wilhelm I de stad Metz, die in het in 1871 bij het Duitse Keizerrijk ingelijfde Elzas-Lotharingen lag. Vanop het dak van de kathedraal werd 's avonds ter ere van de keizer een vuurwerk afgestoken. Daarbij ging iets mis, want de volgende nacht bleek het godshuis in brand te staan. Men wist de brand tot de zolders en het dak te beperken. De houten, 15e-eeuwse dakconstructie werd toen vervangen door een metalen. Keizer Wilhelm heeft een deel van de herstelkosten uit eigen middelen betaald. In de periode tot 1906 volgden verscheidene restauraties en aanpassingen aan de stijl van de Duitse neogotiek. In die periode had de Duitse architect Paul Tornow, die ervaring met het restaureren van monumentale gebouwen had opgedaan in Burg Eltz (1881), de verantwoording over de monumentenzorg in geheel Elzas-Lotharingen. Na 1919, Metz lag toen weer in Frankrijk, werden de "Duitse" aanpassingen gehandhaafd.
Aan het einde van de Tweede Wereldoorlog was het gebouw in bouwkundig slechte staat. Sedertdien is het vrijwel onafgebroken in restauratie geweest, en heeft geheel of gedeeltelijk in de steigers gestaan. Het provisorische herstel van achterstallig onderhoud duurde tot 1973. Daarna werd de kathedraal stukje bij beetje systematisch gerestaureerd en aan de moderne tijd aangepast.

## Architectonische en kunsthistorische bijzonderheden
De kathedraal heeft twee torens: de Tour du Chapitre, die 69 meter hoog is, en de Tour de la Mutte, die 88 meter hoog is (exclusief de 5 meter hoge torenspits).
De oppervlakte van het kerkgebouw is 3.500 m2. De totale lengte (buitenwerks) bedraagt 136 meter.
Het middenschip is het op twee na hoogste in Frankrijk: 41,41 m. Alleen de Notre-Dame d'Amiens (42,3 m) en de kathedraal van Beauvais (48,5 m) zijn hoger.
De kathedraal beschikt over 6.496 m2 aan glasramen, grotendeels glas-in-loodramen. De diameter van het westelijke roosvenster is 11,25 meter. Dit roosvenster, gedateerd 1381, geldt als het meesterwerk van de Duitse glazenier Hermann von Münster, die te Metz in 1392 stierf en in de kathedraal begraven ligt. Bekend zijn ook de vensters van na de Tweede Wereldoorlog, waarvan zes naar ontwerp van Marc Chagall. Eén van die vensters, dat Eva voorstelde, werd bij een inbraak in 2008 beschadigd.
Het praalgraf van bisschop Dupont des Loges en de graven van kardinaal de Givry en aartsbisschop d'Aubusson de La Feuillade bevinden zich in de kathedraal.
In de crypte van de kathedraal hangt de draak Graoully; deze werd met processies door de stad gedragen.

## Galerij

Interieur
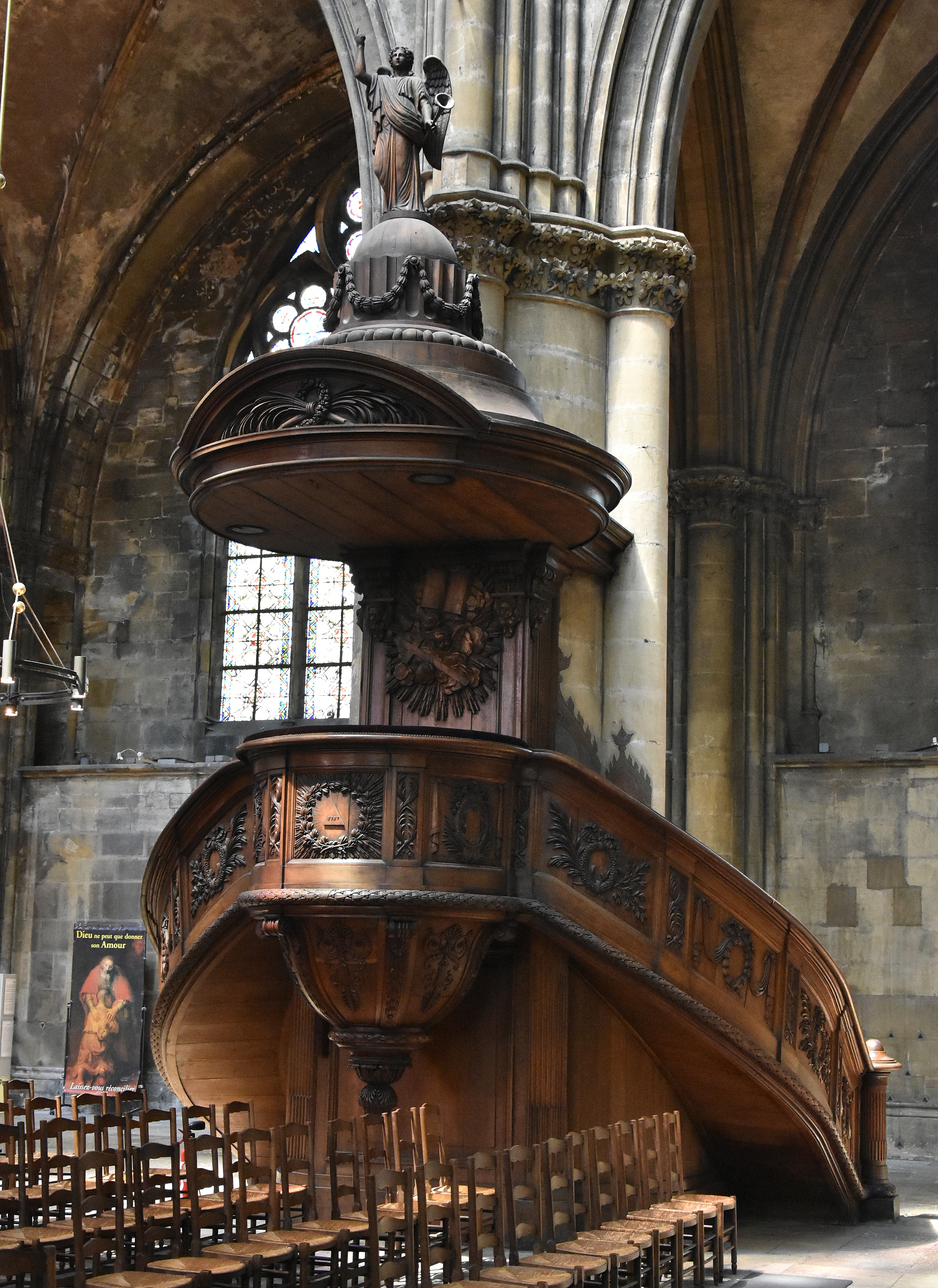
De preekstoel
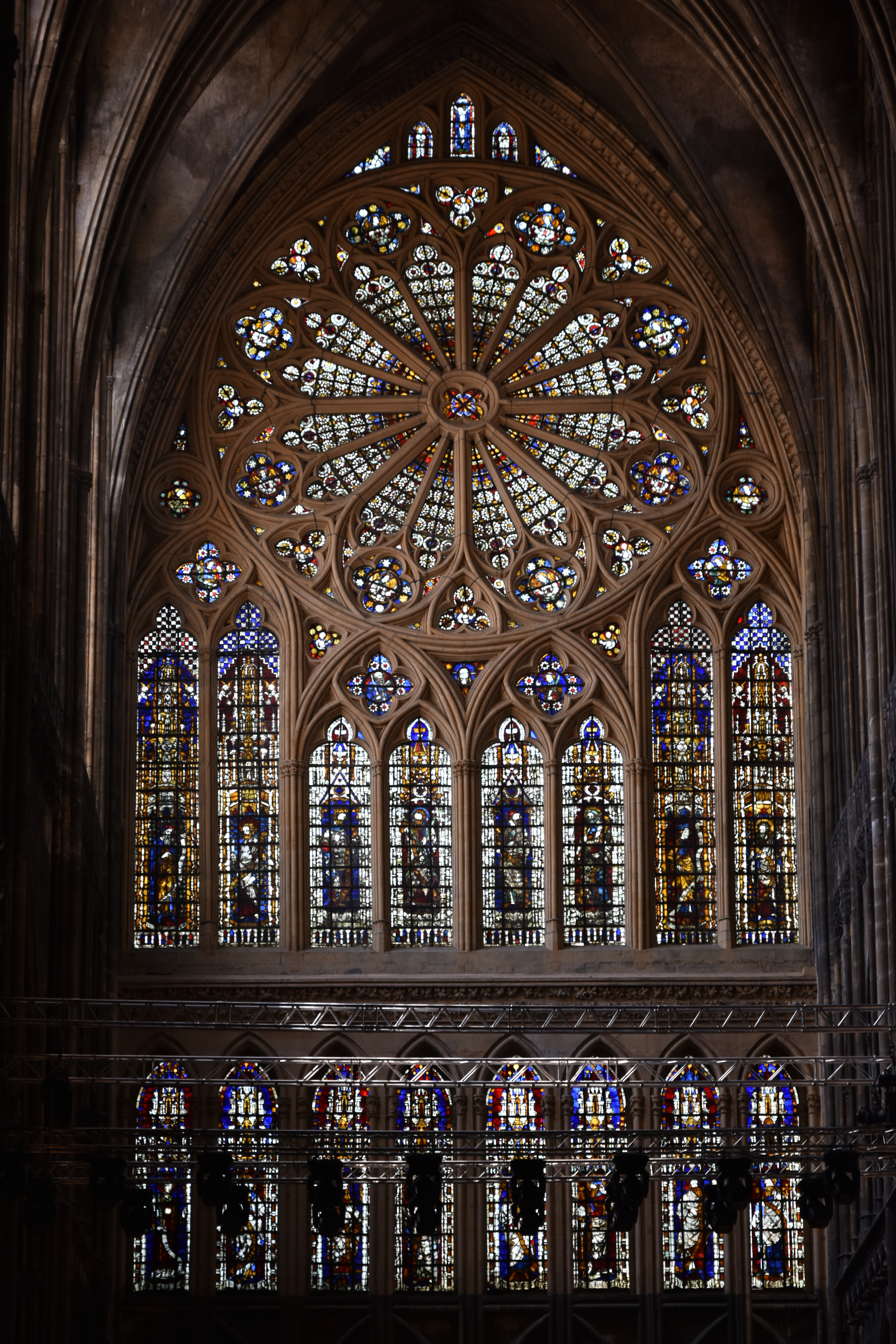
Het groot roosvenster boven het portaal
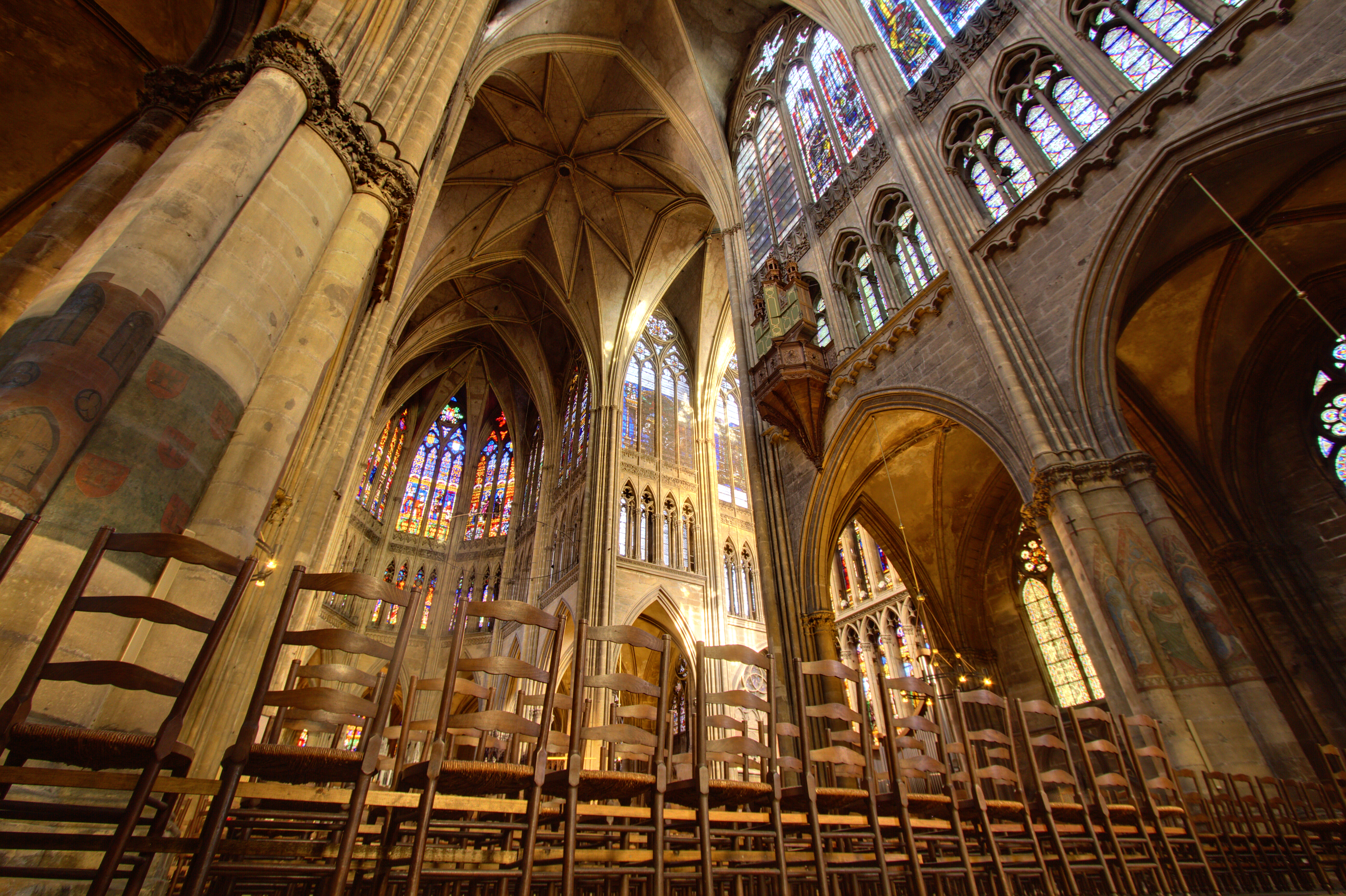
Deel van het koor met de glas-in-loodvensters
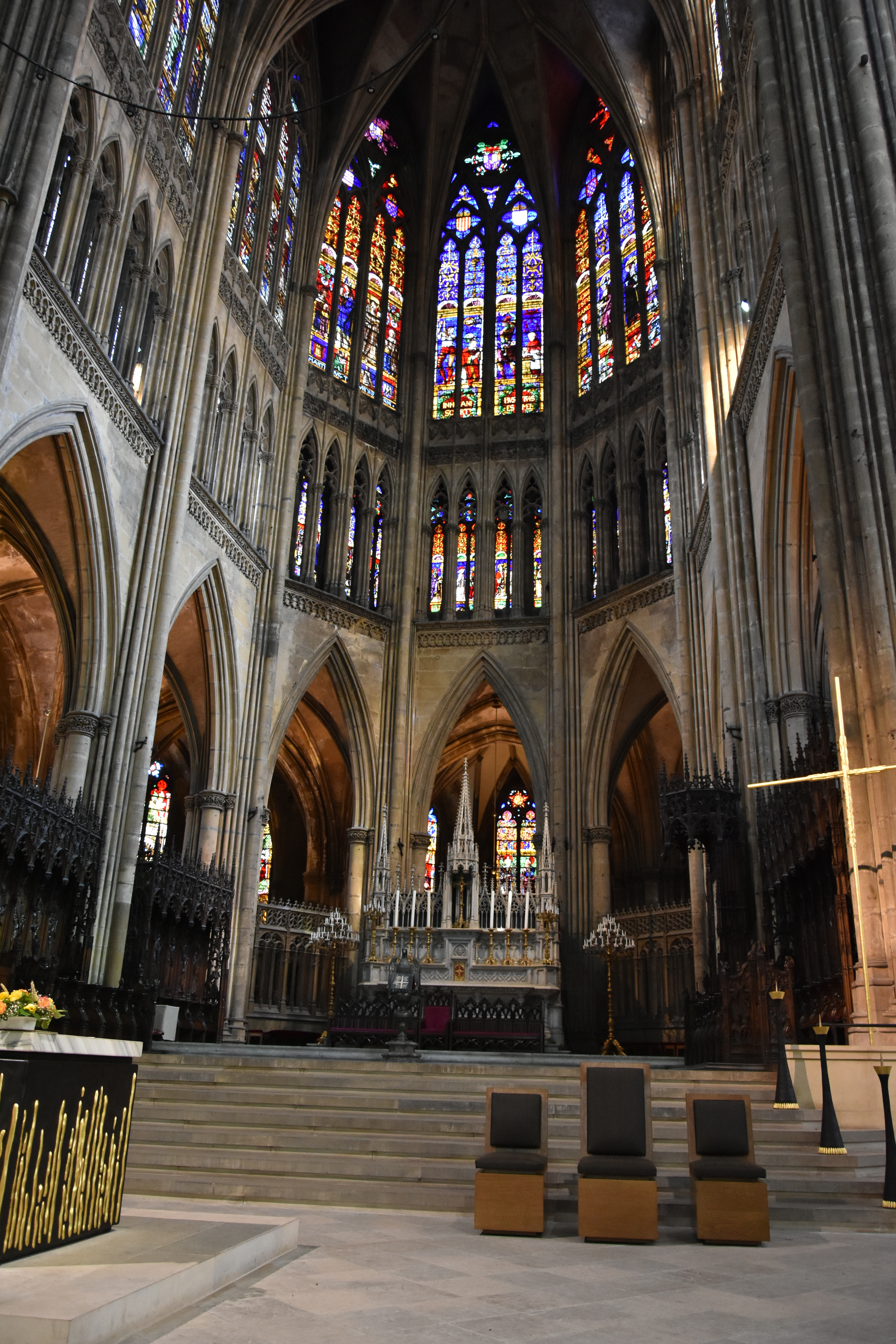
Het priesterkoor
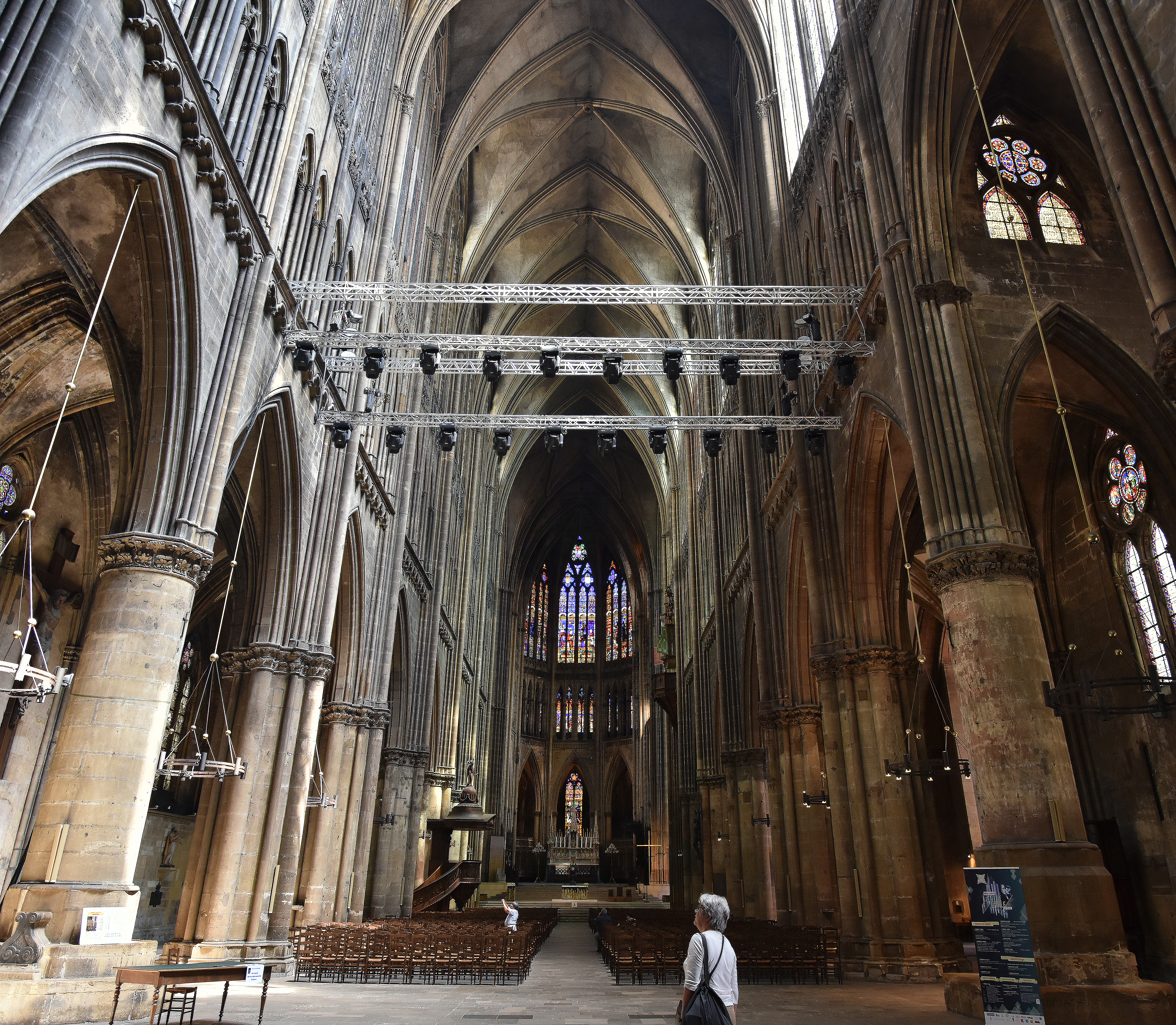
Schip van de kathedraal
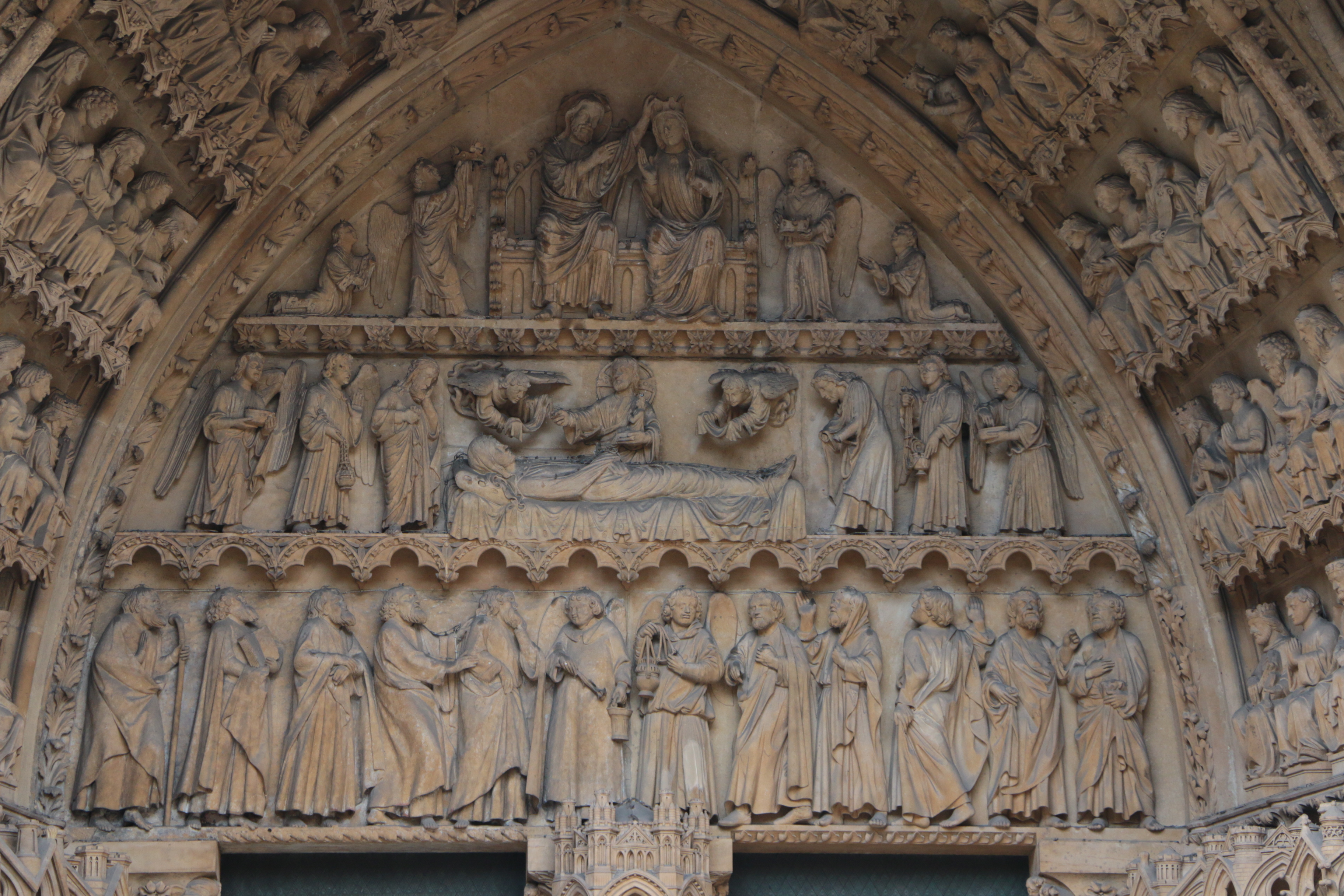
Timpaan boven het portaal van de H. Maagd
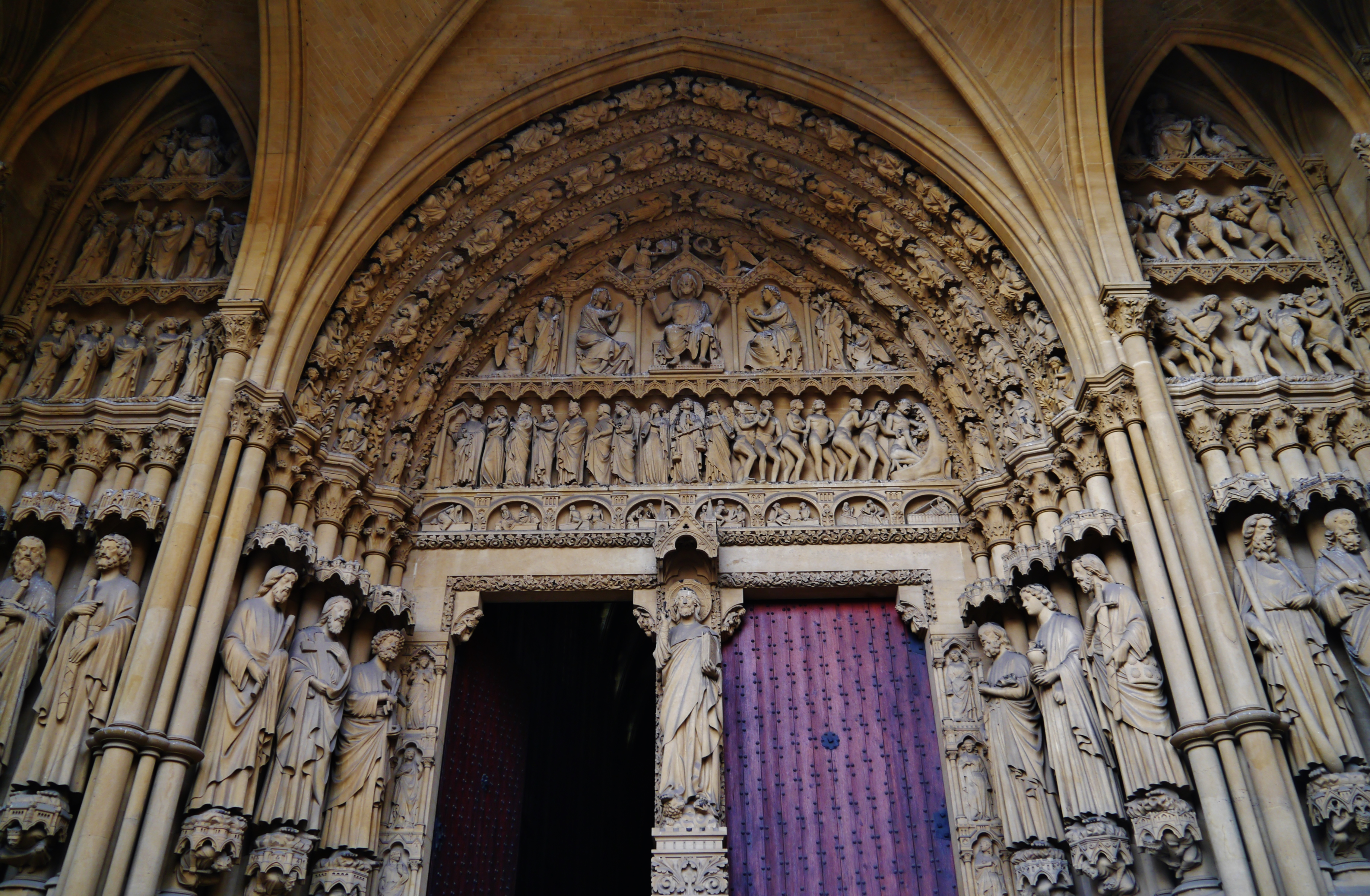
Oostelijk portaal: de zegenende Christus, daaronder: het Laatste Oordeel
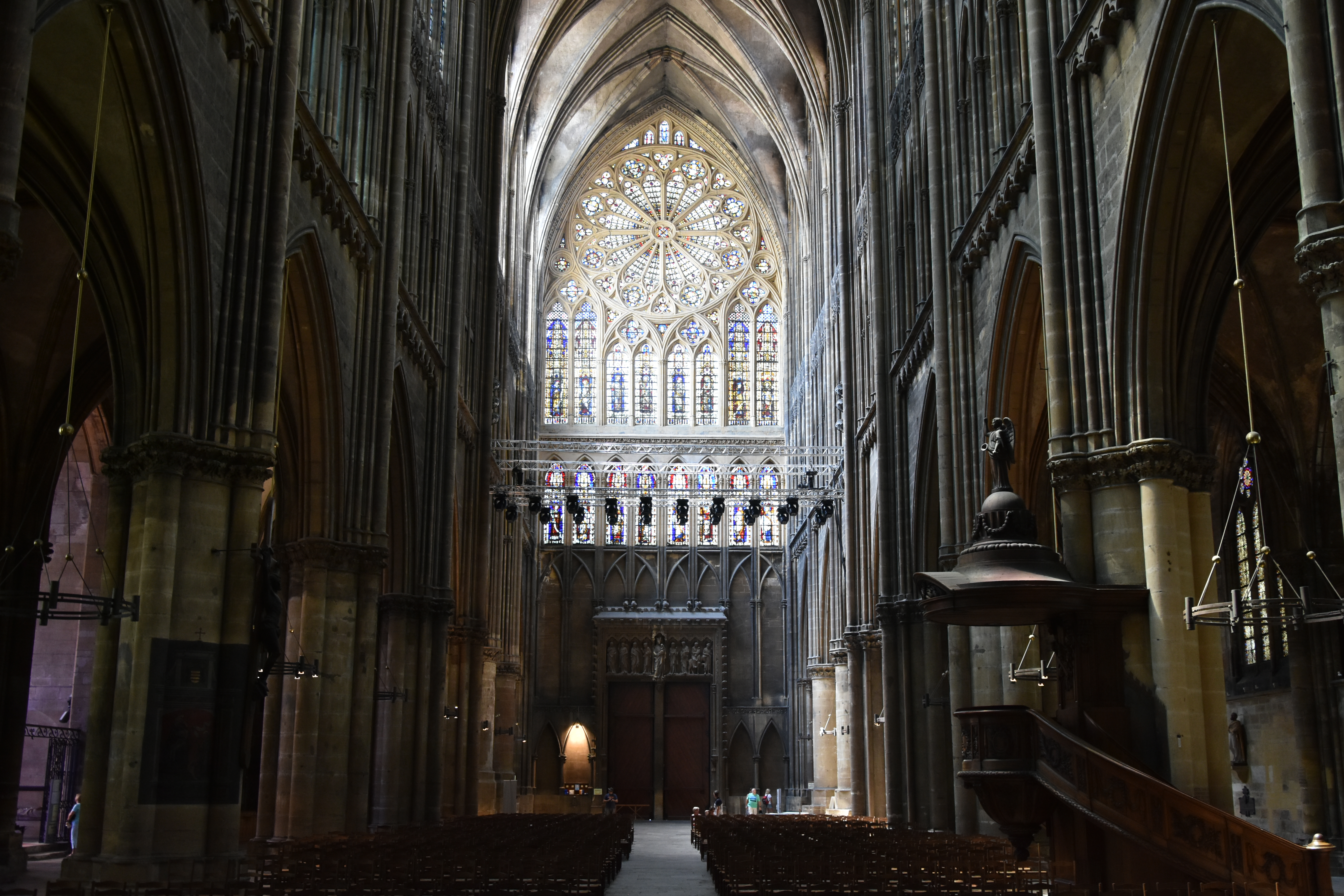
Achterzijde van het schip met roosvenster
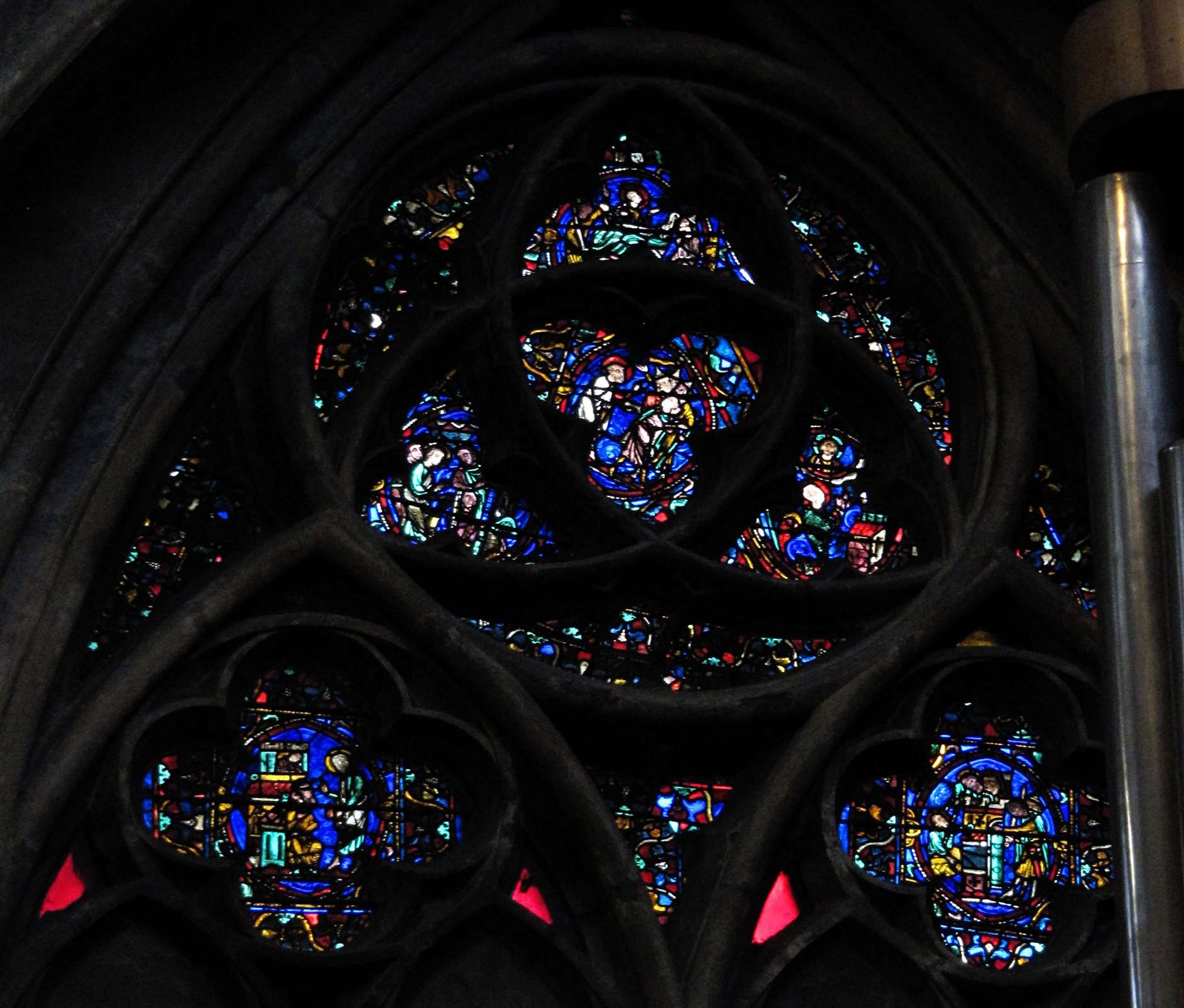
13e-eeuwse glasramen bij het zuidelijk transept: het leven van de apostel Paulus
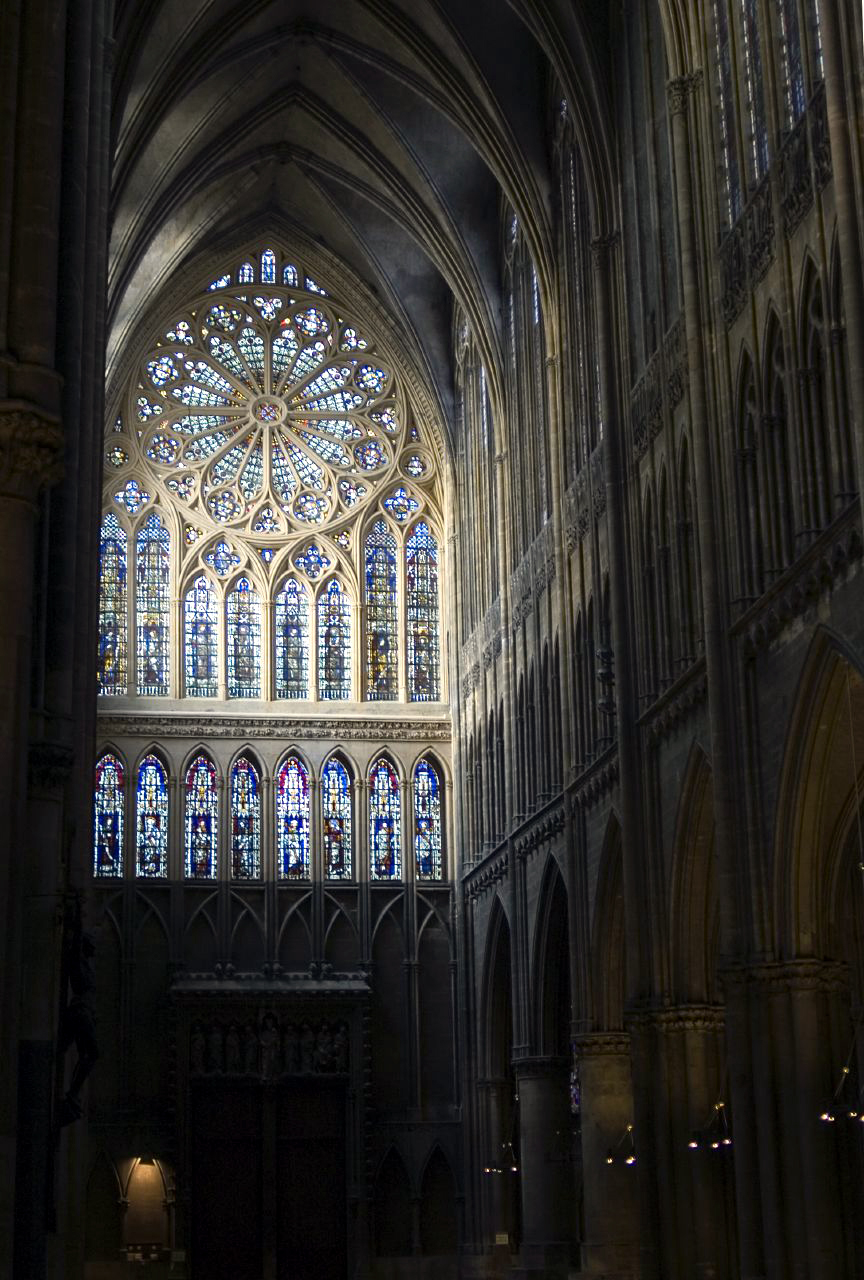
Het westelijke roosvenster
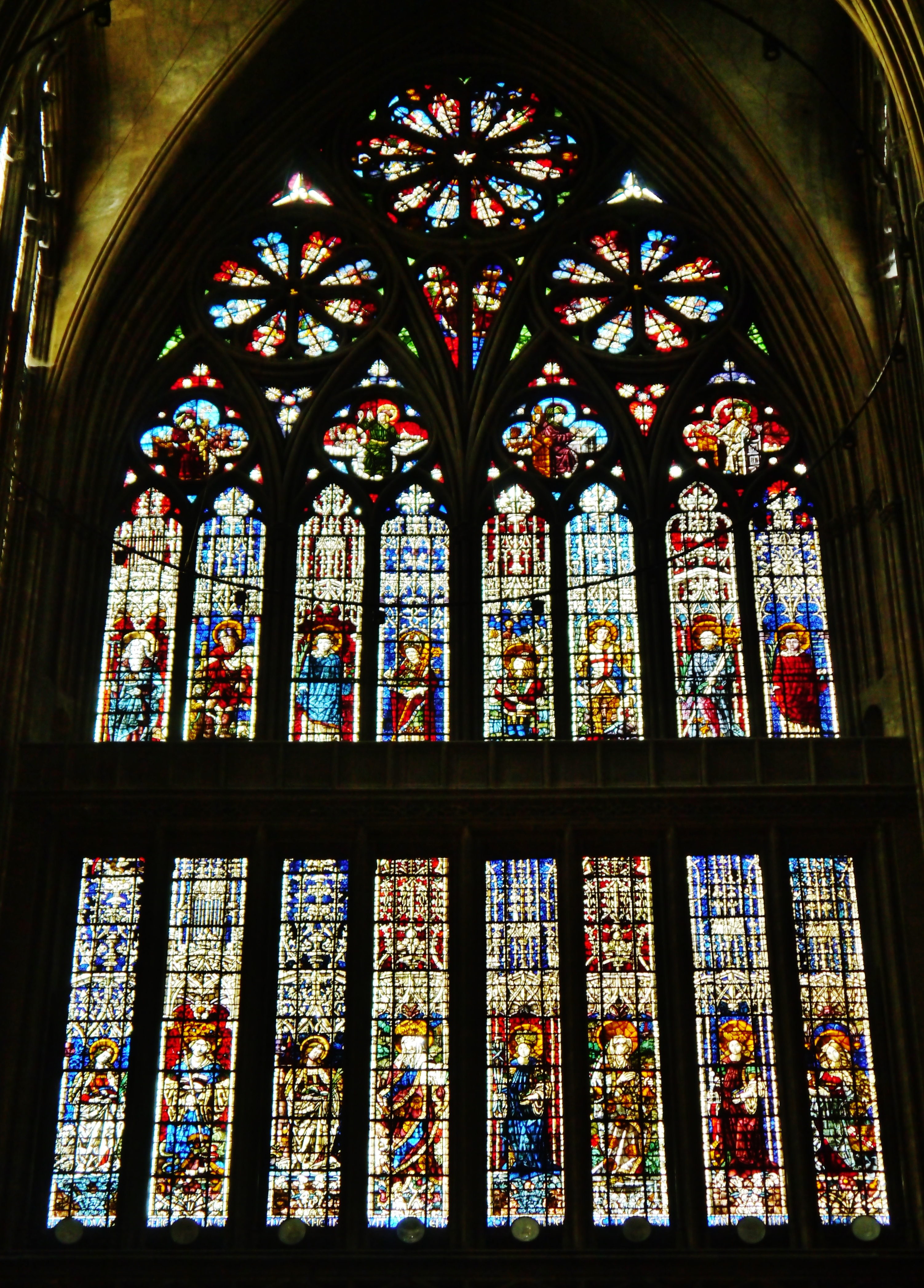
Venster uit plm. 1504, met voorstellingen van apostelen en martelaren, van de hand van Théobald of Diebold uit Lixheim
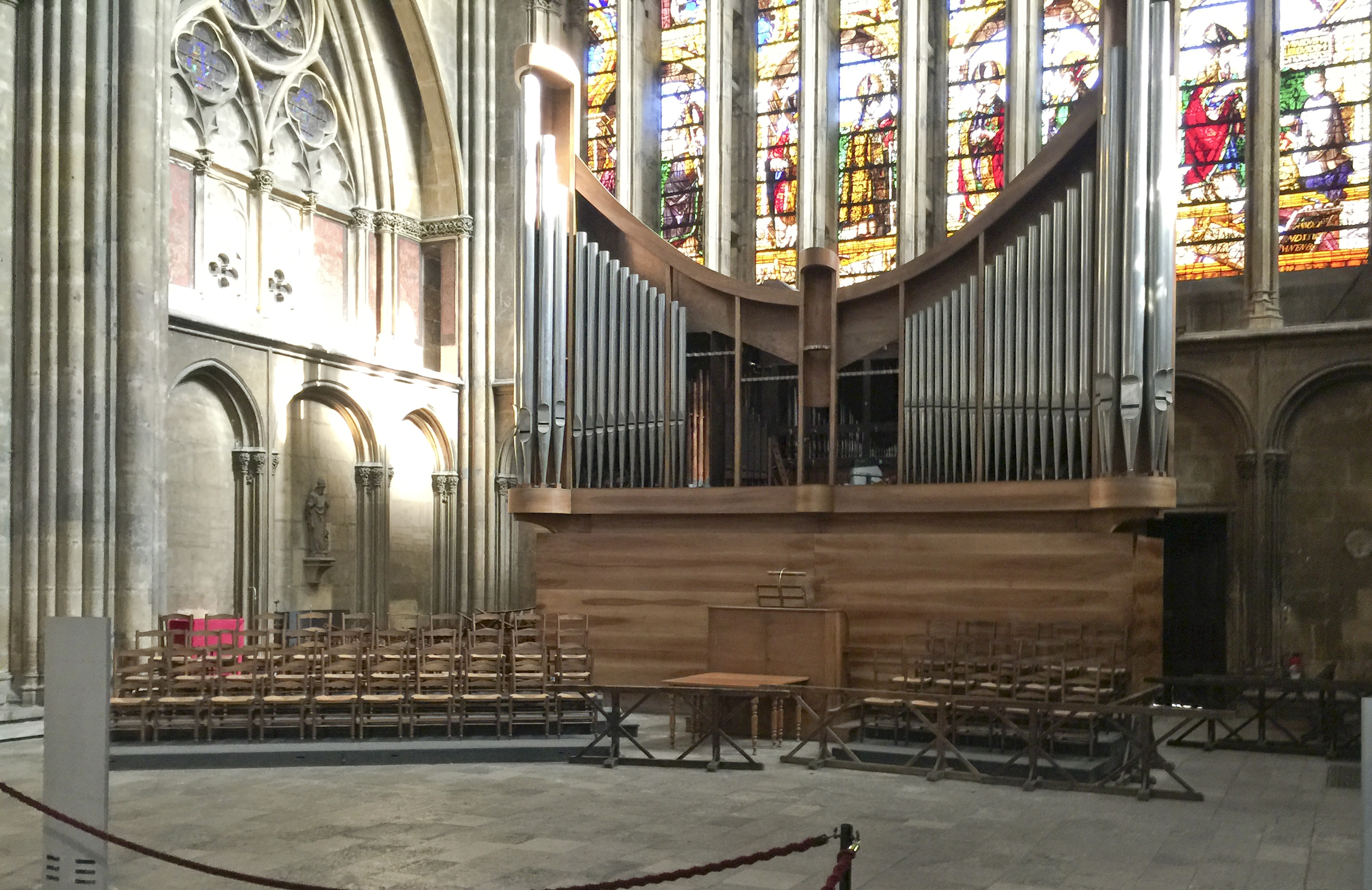
Modern kerkorgel in het zuidertransept
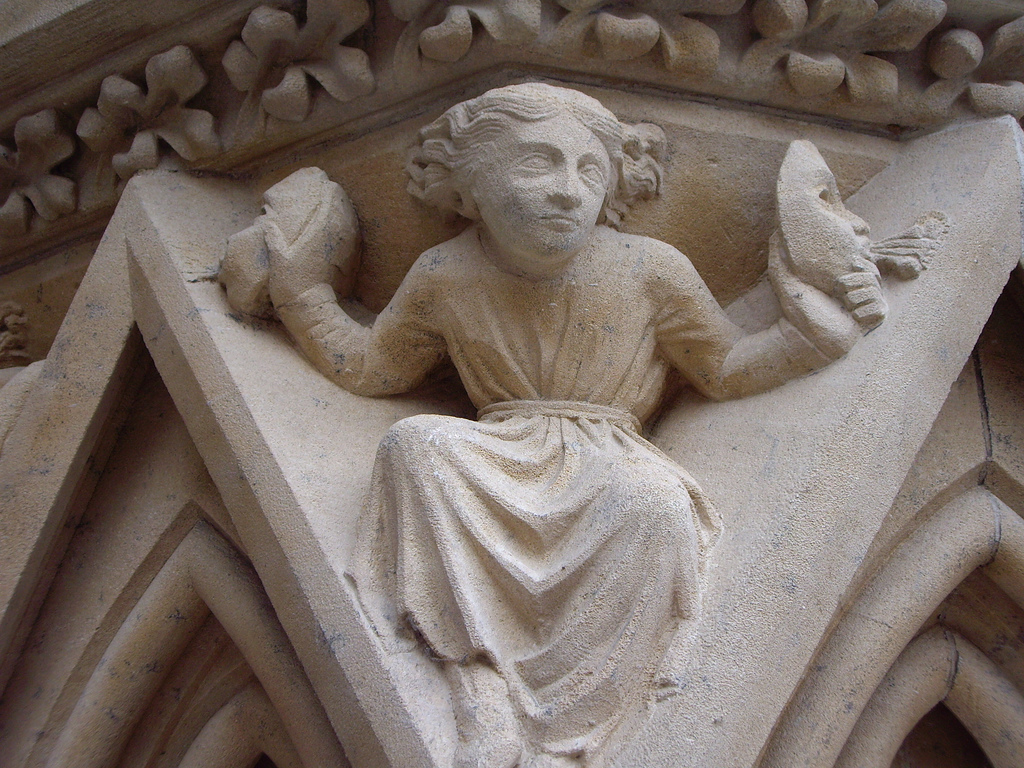
Detail
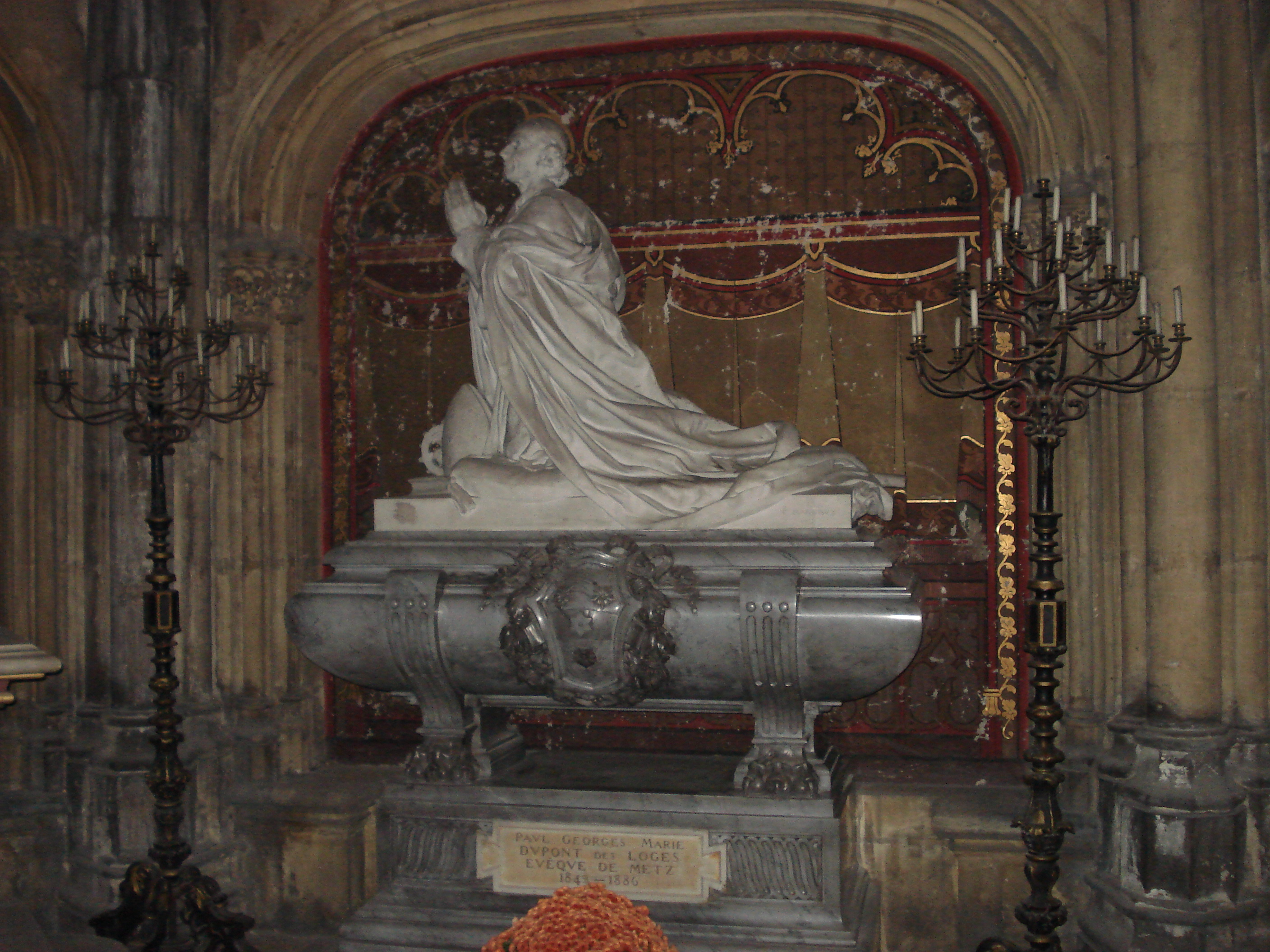
Praalgraf van bisschop Paul Dupont des Loges

## Gerelateerde onderwerpen
- Lijst van grote kathedralen
- Lijst van grootste kerken